# Gertrud Wehl-Rosenfeld
Gertrud Wehl-Rosenfeld (* 14. Juli 1891 in Schwerin als Gertrud Rosenfeld; † 13. September 1976 in Celle) war eine deutsche Klavierpädagogin und Pianistin.

## Leben

Gertrud Wehl-Rosenfeld 1972

Ihre klavierpädagogische Ausbildung erhielt Gertrud Rosenfeld von 1908 bis 1911 am Plockschen Konservatorium in Braunschweig. Parallel hierzu betrieb sie ein Gesangsstudium bei der Hofopernsängerin Maria Ruczek, wodurch Impulse für das spätere Wirken als Liedbegleiterin gewonnen wurden. Ab 1911 bis 1920 war Gertrud Wehl-Rosenfeld als Lehrerin des Plockschen Konservatoriums tätig.
Durch Vermittlung des Geigers Konrad Giemsa, mit dem die Künstlerin wiederholt konzertierte, kam 1914 der Kontakt mit Télémaque Lambrino in Leipzig zustande, der seinerzeit zu den gefragtesten Pianisten Deutschlands zählte und Gertrud Wehl-Rosenfelds wichtigster künstlerischer Begleiter wurde. Da Lambrino kein Hochschulamt bekleidete, wurde der Unterricht ausschließlich im Rahmen von Privatstunden erteilt, die Gertrud Wehl-Rosenfeld durch ihre Einkünfte am Plockschen Konservatorium finanzierte. Aufgrund ihrer hohen Musikalität, verbunden mit pädagogischen Erfahrungen, wirkte Gertrud Wehl-Rosenfeld bald als Lambrinos Assistentin – eine Tätigkeit, die nach Beendigung ihrer eigenen Studien im Jahre 1920 fortgesetzt wurde.
Anlässlich ihrer Heirat mit dem Fabrikanten Carl Wehl siedelte Gertrud Wehl-Rosenfeld 1920 nach Celle über, wo sie einen großen Schülerkreis aufbaute und diesen bis in die 1970er Jahre hinein betreute. Mit pädagogischem Geschick und musikalischem Sachverstand gelang es ihr, eine große Zahl junger Menschen für die Musik im Allgemeinen und für das Klavierspiel insbesondere zu begeistern. Dabei wurde das Erbe Télémaque Lambrinos gewissenhaft und lebendig überliefert. In diesem Bestreben wurde die Technik nie als Selbstzweck, sondern immer im Dienst des musikalischen Ausdrucks vermittelt.
Legendär ist Gertrud Wehl-Rosenfelds Wirken als Konzertpianistin und Liedbegleiterin. Allein in der Stadt Celle lassen sich zwischen 1924 und 1957 über 70 Konzerte nachweisen. Neben reinen Klavierabenden erregten die gemeinsamen Auftritte mit Musikern wie Rudolf Bockelmann, Georg Kulenkampff, Edgar Wollgandt, Julius Klengel, Mitgliedern des Stross-Quartetts, Günther Weißenborn und Rudolf Metzmacher Aufsehen. Konzertreisen führten die Künstlerin darüber hinaus nach Rom und Mallorca.
Neben ihrem Wirken als Klavierpädagogin und Konzertpianistin bot Gertrud Wehl-Rosenfeld über viele Jahre musikkundliche Kurse für angehende Musikpädagogen und interessierte Laien an. Auch diese Tätigkeit stand unter dem Motto, das Gertrud Wehl-Rosenfeld wiederholt im Gespräch äußerte und welches ihr gesamtes Leben bestimmte „Jede Note, die ich weitergeben kann, wiegt für mich wie ein goldener Apfel.“